# 基数 (数学)
在日常交流中，基數（cardinal number，cardinal）或量數，是對應量詞的數，例如「一顆蘋果」中的「一」。與序數相對，序數是對應排列的數，例如「第一名」中的「一」及「二年級」中的「二」。
在數學集合论中，基數或势，即集合中包含的元素的「个数」（參見势的比较），是日常交流中基數的概念在數學上的精確化（並使之不再受限於有限情形）。有限集合的基數，其意義與日常用語中的「基數」相同，例如{\displaystyle \{a,b,c\}}的基數是3。無限集合的基數，其意義在於比較兩個集的大小，例如整數集和有理數集的基數相同；整數集的基數比實數集的小。

## 歷史

阿列夫數Aleph-0,最小的無限基數

康托尔在1874年－1884年引入最原始的集合論（現稱樸素集合論）時，首次引入基數概念。
他最先考慮的是集合{\displaystyle \{1,2,3\}}和{\displaystyle \{2,3,4\}}，它們並非相同，但有相同的基數。驟眼看來，這是顯而易見，但究竟何謂兩個集合有相同數目的元素？
康托爾的答案，是通过所謂的一一對應，即把兩個集合的元素一對一的排起來——若能做到，兩個集合的基數自然相同。這答案，容易理解但卻是革命性的，因為用相同的方法即可比較任意集合的大小，包括無窮集合。
最先被考慮的無窮集合是自然數集{\displaystyle \mathbb {N} =\{1,2,3,...\}}及其無限子集。他把所有與{\displaystyle \mathbb {N} }能一一對應的集為可數集。令康托爾意外的是，原來{\displaystyle \mathbb {N} }的所有無限子集都能與{\displaystyle \mathbb {N} }一一對應。他把{\displaystyle \mathbb {N} }的基數稱為{\displaystyle \aleph _{0}}，是最小的艾禮富數。
康托爾發現，原來有理數集合與代數數集合也是可數的。於是乎在1874年初，他嘗試證明是否所有無限集合均是可數，其後他得出了實數集不可數的結論。原先的證明用到了涉及區間套的複雜論證，而在他1891年的論文中，他以簡單而巧妙的對角論證法重新證明了這一結果。實數集的基數，記作c，代表連續統。
接着康托爾構作一個比一個大的集合，得出一個比一個大的基數，而這些巨大集合的元素已不可如實數般書寫出來。因此關於基數的一般理論，需要一個新的語言描述，這就是康托爾發明集合論的主因。
康托爾隨後提出連續統假設：c就是第二個超窮基數{\displaystyle \aleph _{1}}，即継{\displaystyle \aleph _{0}}之後最小的基數。現已知這假設是不能證明的，即接受或否定它會得出兩套不同但邏輯上可行的公理化集合论。

## 动机
在非正式使用中，基数就是通常被称为计数的东西。它们同一于开始于{\displaystyle 0}的自然数（就是{\displaystyle 0,1,2,\ldots }）。计数可以形式化地定义为有限基数，而无限基数只出现在高等数学和逻辑中。
更正式地，一個非零的数可以用于两个目的：描述一个集合的大小，或描述一个元素在序列中位置。对于有限集合和序列，可以轻易的看出着两个概念是相符的，因为对于所有描述在序列中的一个位置的数，我们可以构造一个有正好大小的集合，比如3描述了{\displaystyle c}在序列{\displaystyle a,b,c,d,...}中的位置，并且我们可以构造有三个元素的集合{\displaystyle \{a,b,c\}}。但是在处理无限集合的时候，在这两个概念之间的区别是本质的—这两个概念对于无限集合实际上是不同的。考虑位置的方面會引申出序数的概念，而大小則被这里描述的基数所廣義化。
在基数的形式定义背后的直觀想法是，可以构造一个記號來指明集合的相对大小，而不需理會它有哪些種類的成员。对于有限集合这是容易的：只需简单的數算一个集合的成员数目。为了比较更大集合的大小，得借助更加巧妙的概念。
一个集合{\displaystyle Y}至少等大小于（或稱大于等于）一个集合{\displaystyle X}，如果有从{\displaystyle X}到{\displaystyle Y}的一个单射（一一映射）。一一映射对集合{\displaystyle X}的每个元素确定了一个唯一的集合{\displaystyle Y}的元素。通过例子就最易理解了；假设有集合{\displaystyle X=\{1,2,3\}}和{\displaystyle Y=\{a,b,c,d\}}，我们可以注意到有一个映射：
{\displaystyle 1\to a}
{\displaystyle 2\to b}
{\displaystyle 3\to c}
这是一对一的，使用上述的大小概念，我們因此總結出{\displaystyle Y}有大于等于{\displaystyle X}的势。注意元素{\displaystyle d}没有元素映射到它，但这是允许的，因为我们只要求一一映射，而不必须是一对一并且完全的映射。这个概念的好处是它可以扩展到无限集合。
我们可以把这个概念扩展到一个類似於等式的关系。两个集合{\displaystyle X}和{\displaystyle Y}被称为有相同的"势"，如果存在{\displaystyle X}和{\displaystyle Y}之间的双射。通过Schroeder-Bernstein定理，这等价于有从{\displaystyle X}到{\displaystyle Y}和从{\displaystyle Y}到{\displaystyle X}的两个一一映射。我们接着記之为 {\displaystyle |X|=|Y|}。{\displaystyle X}的基数自身经常被定义为有着 {\displaystyle |a|=|X|} 的最小序数{\displaystyle a}。这叫做冯·诺伊曼基数指派；为使这个定义有意义，必须证明所有集合都有同某个序数一样的势；这个陈述就是良序原理。然而即使不給集合的勢指派一個名字，討論集合之間相對的勢還是可以的。
一個经典例子是无限旅馆悖论，也叫做希尔伯特旅馆悖论。假设你是有无限个房间的旅馆主人。旅馆客满，而又来了一个新客人。可以让在房间1的客人转移到房间2，房间2的客人转移到房间3，以此类推，腾空房间1的方式安置这个新客人。我们可以明确的写出这个映射的一个片段：
{\displaystyle 1\longleftrightarrow 2}
{\displaystyle 2\longleftrightarrow 3}
{\displaystyle 3\longleftrightarrow 4}
...
{\displaystyle n\longleftrightarrow n+1}
...
在这种方式下我们可以看出集合{\displaystyle \{1,2,3,...\}}和集合{\displaystyle \{2,3,4,...\}}有相同的势，因为已知这两个集合之间存在双射。这便給"无限集合"提供了一個合適的定義，即是與自身某個真子集有著相同的勢的任何集合；在上面的例子中{\displaystyle \{2,3,4,...\}}是{\displaystyle \{1,2,3,...\}}的真子集。
当我们考虑这些大对象的时候，我们还想看看计数次序的概念是否符合上述为无限集合定义的基数。事實上是不一致的；通过考虑上面的例子，我们可以看到如果有“比无限大一”的某个对象存在，它必须跟起初的无限集合有一样的势。這時候可以使用另一種稱為序数的形式概念，它是建基于计数并依次考虑每个数的想法上。而我们會发现，势和序（ordinality）的概念对于无限的情況是有分歧的。
可以证明实数的势大于刚才描述的自然数的势，透過对角论证法可以一目瞭然。跟势相關的经典问题（比如连续统假设）主要关注在某一对无限基数之间是否有別的基数。現時数学家已经在描述更大更大基数的性质。
因为基数是数学中如此常用的概念，有各种各样的名字指涉它。势相同有时也叫做等势、均势或等多（equipotence, equipollence, equinumerosity）。因此称有相同势的两个集合为等势的、均势的或等多的（equipotent, equipollent, equinumerous）。

## 定義
首先，給出集合{\displaystyle X}和{\displaystyle Y}，我們稱{\displaystyle X}的勢小於等於{\displaystyle Y}，記作 {\displaystyle |X|\leq |Y|}，當且僅當存在由{\displaystyle X}到{\displaystyle Y}的單射；稱{\displaystyle X}的勢與{\displaystyle Y}相等，記作 {\displaystyle |X|=|Y|}， 當且僅當存在由{\displaystyle X}到{\displaystyle Y}的雙射（即一一對應）。
康托尔-伯恩斯坦-施罗德定理指出如果 {\displaystyle |X|\leq |Y|} 及 {\displaystyle |Y|\leq |X|} 則 {\displaystyle |X|=|Y|}。 
假設選擇公理，所有集合都可良序，且對於所有集合{\displaystyle X}與{\displaystyle Y}，有 {\displaystyle |X|\leq |Y|} 或 {\displaystyle |Y|\leq |X|}。因此，我們可以定義序數，而
集合{\displaystyle X}的基數則是與{\displaystyle X}等勢的最小序數{\displaystyle \alpha }。 
（若不接受選擇公理，我們也可對非良序集{\displaystyle X}定義基數，就是所有與{\displaystyle X}等勢的集的階中下确界。）

### 有限集的基数
自然數的一種定義是{\displaystyle 0=\{\},1=\{0\},2=\{0,1\},3=\{0,1,2\},\ldots ,N=\{0,1,\ldots ,N-1\}}。可以見到，與數{\displaystyle N}等勢的集必有{\displaystyle N}個元素。如集合{\displaystyle \{2,3,5\}}的基数为{\displaystyle 3}。
以下是有限集的三個等價定義：它與某自然數等勢；它只有一個等勢的序數，就是它的基數；它沒有等勢的真子集。

### 无限集的基数
最小的無限集合是自然數集。{\displaystyle \{1,2,3,4,\ldots ,n,\ldots \}}与{\displaystyle \{2,4,6,8,\ldots ,2n,\ldots \}}基数相同，因为可以让前一集合的{\displaystyle n}与后一集合的{\displaystyle 2n}一一对应。从这个例子可以看出，对于一个无穷集合来说，它可以和它的一个真子集有相同的基数。
以下是无限集的四個等價定義：它不與任何自然數等勢；它有超過一個等勢的序數；它有至少一个真子集和它等勢；存在由自然數集到它的單射。

## 基數算術
我們可在基數上定義若干算術運算，這是對自然數運算的推廣。
給出集合{\displaystyle X}與{\displaystyle Y}，定義 {\displaystyle X+Y=\{(x,0):x\in X\}\cup \{(y,1):y\in Y\}}，則基數和是
{\displaystyle |X|+|Y|=|X+Y|}。
若{\displaystyle X}與{\displaystyle Y}不相交，則 {\displaystyle |X|+|Y|=|X\cup Y|}。
基數積是
{\displaystyle |X||Y|=|X\times Y|}
其中{\displaystyle X\times Y}是{\displaystyle X}和{\displaystyle Y}的笛卡儿积。
基數指數是
{\displaystyle |X|^{|Y|}=|X^{Y}|}
其中{\displaystyle X^{Y}}是所有由{\displaystyle Y}到{\displaystyle X}的函數的集合。
在有限集時，這些運算與自然數無異。一般地，它們亦有普通算術運算的性質：
- 加法和乘法是可交換的，即 {\displaystyle |X|+|Y|=|Y|+|X|} 及 {\displaystyle |X||Y|=|Y||X|}
- 加法和乘法符合結合律，{\displaystyle (|X|+|Y|)+|Z|=|X|+(|Y|+|Z|)}及 {\displaystyle (|X||Y|)|Z|=|X|(|Y||Z|)}
- 分配律，即 {\displaystyle (|X|+|Y|)|Z|=|X||Z|+|Y||Z|}。
- {\displaystyle |X|^{|Y|+|Z|}=|X|^{|Y|}|X|^{|Z|}}
- {\displaystyle |X|^{|Y||Z|}=(|X|^{|Y|})^{|Z|}}
- {\displaystyle (|X||Y|)^{|Z|}=|X|^{|Z|}|Y|^{|Z|}}

無窮集合的加法及乘法（假設選擇公理）非常簡單。若{\displaystyle X}與{\displaystyle Y}皆非空而其中之一為無限集，則
{\displaystyle |X|+|Y|=|X||Y|=\max\{|X|,|Y|\}}
注意{\displaystyle 2^{|X|}}是{\displaystyle X}的幂集之基數。由对角论证法可知{\displaystyle 2^{|X|}>|X|}，是以並不存在最大的基數。事实上，基数的类是真类。
還有些關於指數的性質：
- {\displaystyle |X|^{0}=1}（特别地，{\displaystyle 0^{0}=1}）。
- {\displaystyle 0^{|Y|}=0}，若{\displaystyle Y}非空。
- {\displaystyle 1^{|Y|}=1}。
- 若{\displaystyle |X|\leq |Y|}，則 {\displaystyle |X|^{|Z|}\leq |Y|^{|Z|}}。
- 若 {\displaystyle |X|} 和 {\displaystyle |Y|} 俱有限且大於1，而{\displaystyle Z}是無窮集，則 {\displaystyle |X|^{|Z|}=|Y|^{|Z|}}。
- 若X是無窮而{\displaystyle Y}是有限及非空，則 {\displaystyle |X|^{|Y|}=|X|}。

## 基數序列及連續統假設
對每一個基數，存在一個最小比它大的基數。這在自然數當然是對的。自然數集的基數是{\displaystyle \aleph _{0}}，康托尔稱下一個為{\displaystyle \aleph _{1}}，相类似的，还定义了如下一个序列：{\displaystyle \aleph _{0},\aleph _{1},\ldots ,\aleph _{n}\ldots }。
设{\displaystyle c=2^{\aleph _{0}}}。连续统假设猜想，就是{\displaystyle c=\aleph _{1}}。
連續統假設是與一般集論公理（即Zermelo-Fraenkel公理系統加上選擇公理）是獨立的。
更一般的假設，即{\displaystyle \aleph _{n+1}=2^{\aleph _{n}}}。
广义连续统假设，就是對所有無窮基數{\displaystyle \aleph }，都不存在介乎{\displaystyle \aleph }與{\displaystyle 2^{\aleph }}之間的基數。